# 천주교 진먼-마쭈 교황직할서리구
천주교 진먼-마쭈 교황직할서리구(중국어: 天主教金門・馬祖宗座署理區, 영어: Kinmen-Matsu Apostolic Administration)는 원 소속교구인 천주교 샤먼교구와 천주교 푸저우 대교구의 직할권이 미치지 못하는 대만의 진먼현과 롄장현의 사목을 관할하기 위해 설치한 로마 가톨릭교회의 교황 직할서리구이다. 1981년 이후로 천주교 타이베이 대교구장이 서리직을 겸임하고 있다.

## 같이 보기
- 대만의 로마 가톨릭교회